# Werther Dell'Edera
Werther Dell’Edera (né le 15 novembre 1975 à Bari) est un dessinateur de bande dessinée italien qui travaille pour le marché italien et le marché nord-américain.
Il accède à la notoriété à partir de 2019 avec le succès de la série Something Is Killing the Children, écrite par James Tynion IV.

## Biographie
Werther Dell’Edera, né à Bari le 15 novembre 1975, commence à travailler dans la bande dessinée à l'issue de ses études à la Scuola romana dei fumetti (it). 
Dessinateur réaliste au graphisme inspiré aussi bien par les Italiens (Sergio Toppi, Dino Battaglia, Attilio Micheluzzi) que les dessinateurs des premières années de Vertigo, Dell’Edera travaille d'abord pour le marché italien. Il arrive sur le marché américain en 2006 en reprenant le dessin de la série DC Comics Loveless (en) écrite par Brian Azzarello. Dans les années qui suivent, il continue à publier chez de nombreux éditeurs dans les deux pays. 
Dell’Edera connaît un premier succès public important à partir de 2019 avec la série Something Is Killing the Children, pour laquelle il reçoit avec son scénariste James Tynion IV le prix Eisner de la meilleure série en 2022.

## Récompenses et distinctions
- 2022 : prix Eisner de la meilleure série pour Something Is Killing the Children (avec James Tynion IV)